# Бенџамин Бернли
Бенџамин Џексон Бернли (енгл. Benjamin Jackson Burnley; Атлантик Сити, 10. март 1978) је амерички музичар, певач и гитариста музичког састава Breaking Benjamin.
Сам се научио да свира гитару слушајући песме групе Nirvana. Пре него што је формиран Breaking Benjamin издржавао се свирајући по локалним кафићима.